# Évaluation du prix d'une action
 (avril 2014).
- Si vous ne connaissez pas le sujet, laissez ce bandeau (vous pouvez alors contacter les auteurs).
- Si vous supprimez le contenu mis en cause (vous pouvez préalablement contacter les auteurs),

argumentez précisément cette suppression dans la page de discussion
(un manque de référence n'est pas un argument ; une recherche réelle de référence doit avoir été effectuée, être formellement documentée).
 (février 2014).
 (avril 2014).
L'évaluation d'action est ici l'estimation, à partir de critères qui se veulent objectifs, de la valeur de marché potentielle d'une action.

Évaluer la valeur d'une action se pose dans des termes très différents suivant que l'on s'intéresse à un portefeuille financier ou au contrôle d'une entreprise.

## Valeur financière d'une action
La valeur financière d'une action reflète l'état financier de l'entreprise. Analyser l'état financier d'une entreprise est l'objet de l'analyse financière.
Pour investir dans une action, l'investisseur évalue la rentabilité de l'action et le risque associé. La rentabilité d'une action se définit comme étant la somme d'une rentabilité sans risque et d'une prime de risque lié au risque pris par l'investisseur qui décide de placer son argent dans cet actif plutôt que dans un actif sans risque (ex : les emprunts d'état AAA). Voir MEDAF.
En première approximation, quand le prix de l'action est supérieur à sa valeur estimée, il est logique de la vendre ; et quand le prix est plus faible que sa valeur estimée, il est logique d'en acheter. En réalité, les décisions ne sont pas si simples et les estimations de gain et de risque sont incertaines.

### Valeur économique et spéculation
Dans l'analyse de la valeur d'une action, on voit que les gains apportés par les deux termes sont de nature très différentes. Les dividendes correspondent à de l'argent effectivement transféré de l'entreprise vers l'actionnaire. C'est un revenu réel, qui traduit une réalité économique : la production de l'entreprise et sa bonne performance par rapport au marché. Le risque que prend l'actionnaire est directement lié au risque économique supporté par l'entreprise. Pour gagner le plus d'argent possible, de ce point de vue, l'actionnaire doit identifier les actions dont le rendement (rapport dividende/cours) est le plus élevé possible. Spéculer sur la valeur finale à la revente, en revanche, n'a pas de contrepartie économique réelle. On peut gagner (ou perdre) beaucoup d'argent sur la spéculation, mais un bénéfice spéculatif ne fait que transférer cet argent entre joueurs en bourse : c'est un jeu à somme nulle, et quel que soit le cours auquel se fera finalement la vente d'une action, la richesse globale de l'économie sera inchangée et le PIB n'enregistrera aucune évolution.
En théorie, si tous les acteurs boursiers disposaient de la même information, et si personne n'était tenté par la spéculation, la valeur finale à la revente n'interviendrait pas dans le calcul : l'estimation de la valeur de l'action serait simplement l'actualisation des dividendes futurs, calculée dans l'hypothèse où on garde l'action en permanence. En réalité, quand une action est haussière, ce ne sont pas nécessairement les dividendes futurs qui sont révisés à la hausse, mais la valeur finale à la revente, que l'on imagine continuant à la hausse parce que c'est ce qui est constaté comme tendance. Par rapport à la valeur objective de l'action (actualisation de tous les dividendes futurs), la prise en compte de la spéculation conduit ainsi à un effet évidemment pervers : quand l'action dépasse sa valeur objective, on surestime la valeur de l'action en hausse, parce que l'on pense qu'un peu plus tard, d'autres la surestimeront encore plus ; on s'éloigne de la valeur objective, parce que l'on pense que d'autres s'en éloigneront encore plus. Mais ce jeu risqué est à somme nulle, chaque retournement de tendance venant sanctionner les derniers à y avoir cru.

### Méthode de Gordon et Shapiro
En première approximation, la valeur économique d'une action correspond à la somme actualisée des dividendes qu'elle est susceptible de rapporter. Le problème de l'investisseur est d'évaluer quels peuvent être les dividendes futurs.
Une première indication sera la santé économique de l'entreprise visée. Si la marge opérationnelle relativement importante, par comparaison avec celle des entreprises sur le même secteur économique, il y a de fortes chances pour que le chiffre d'affaires reste important même si les conditions du marché varient : en période de vaches maigres, les entreprises dont la marge opérationnelle était trop faible disparaissent du marché, alors que celles dont la marge est élevée résistent bien mieux.
L'entreprise peut avoir la possibilité de distribuer plus ou moins de son bénéfice, en fonction de son endettement : si elle a fait un investissement important, son résultat sera consacré avant tout à en rembourser le financement, ce qui (en principe) augmentera les dividendes futurs.
En réalité, aucune contrainte juridique n'oblige une entreprise à verser un quelconque dividende. Pour l'actionnaire minoritaire, ce que va probablement verser l'entreprise est évalué en fonction de sa politique de facto, constatée sur les exercices passés - qui est ce qu'elle est, et sur laquelle il n'a pas d'influence. Pour les actionnaires majoritaires, quand ils raisonnent suivant une logique de placement capitaliste, le conseil d'administration doit proposer une politique qui maximalise leurs revenus futurs (c'est-à-dire la somme actualisée des dividendes). Dans ce cas, les actionnaires ont un but objectif, qui est un équilibre entre la rentabilité immédiate et la croissance future ; des divergences peuvent éventuellement se manifester sur le taux d'actualisation, qui reflète les arbitrages entre la croissance à long terme et le profit immédiat à court terme. Enfin, dans le cas d'une société majoritairement contrôlée par une société holding, la politique en matière de dividendes sera gouvernée essentiellement par les intérêts économiques de celle-ci : les arbitrages peuvent être faits en fonction du besoin de financement de la holding, y compris si cela conduit à une politique contraire au développement à long terme de la société sous contrôle.

### Valeur d'un dividende futur
Si une société annonce que pendant quelques années, les dividendes seront réduits pour financer un investissement qui permettra de tripler le revenu futur dans une dizaine d'années, la valeur résultante de l'action sera très variable suivant que l'on prend un taux d'actualisation faible (vision à long terme) ou fort (vision de rentabilité immédiate).
Pour fixer les idées, supposons qu'une société qui faisait régulièrement des dividendes de 20, annonce à la suite d'un investissement des bénéfices futurs de 5, 10, 15, 20, 23, 26, 28, et enfin un plateau constant de 30 par an (augmentant de 50 % son dividende actuel) à partir de la huitième année. Toutes choses égales par ailleurs (et si l'annonce des bénéfices futurs est prise pour argent comptant) la valeur de l'action dans cette perspective dépend très fortement du taux d'actualisation retenu.
- Pour un taux d'actualisation de 3 % (gestion à l'horizon de 30 ans), la valeur passée de l'action était de 666.66, et l'espérance des dividendes annoncés la fait passer à 866.51, soit une augmentation de 30 %. Une telle annonce est intéressante pour une gestion qui vise le long terme.
- Pour un taux d'actualisation de 7,5 % (gestion à l'horizon de ~ 12 ans), la valeur passée de l'action était de 266,67, et l'espérance des dividendes futurs la fait passer à 274.69, ce qui n'est pas un changement significatif (variation de moins de 3 %).
- Pour un taux d'actualisation de 20 % (gestion de l'ordre de quatre ans), la valeur de l'action passe de 80 à 18.02, soit une perte sévère à 23 % de sa valeur initiale.

On comprend dans cet exemple que lorsqu'une variation importante du régime des dividendes est attendue, l'action tend à changer de mains : le même échéancier des dividendes futurs n'attirera pas les mêmes investisseurs, en fonction du taux d'actualisation qu'ils privilégient.

## Types de gestion

### Gestion modeste
Pour un gestionnaire d'un portefeuille modeste (exemple: familial), l'espérance des dividendes futurs est le principal critère, et il est surtout apprécié en fonction des dividendes passés, de leur stabilité et de leur régularité. Les actions du portefeuille (et les actions candidates à l'achat) sont simplement classées en fonction de leur rendement, c'est-à-dire leur valeur (espérance des dividendes futurs) sur leurs prix (cotation constatée). Les actions achetées de manière préférentielles sont donc celles qui donnent des dividendes relativement élevés, tout en ayant un cours relativement faible.
La logique de base de cette gestion est de vendre les actions à faible rendement pour acheter celles qui prétendent un rendement élevé. La quantité d'actions vendue doit être ajustée de manière que les liquidités dégagées par la vente des actions vendues couvrent juste celles nécessaires à l'achat des actions visées. En effet, l'argent liquide disponible correspond à une perte de rendement du portefeuille, il est souhaitable ni de disposer de liquidité (pour que le capital travaille sous forme d'action), ni d'être en dette (pour ne pas avoir à payer d'intérêt sur une trésorerie négative). D'autre part, cette quantité de mouvement d'action doit être relativement faible, pour minimiser les frais de courtage.
Cette forme de gestion est relativement simple, parce qu'elle ne tient compte que des informations historiques sur les dividendes et les fondamentaux des sociétés. En contrepartie, elle n'est pas très performante. Elle peut quand même prétendre à une meilleure rentabilité que celle des marchés purement financiers (typiquement, de l'ordre de 10 % quand ces marchés sont à 4 %), parce qu'elle bénéficie statistiquement de la prime de risque que perçoivent normalement les investissements en actions sur les produits financiers.
Cependant, cette prime de risque n'est accessible que si le prix de l'action n'est pas trop spéculatif. Quand la bourse devient trop chère, à la suite d'une bulle spéculative, il peut devenir intéressant d'arbitrer en faveur d'achats sur le marché des obligations.

### Gestion analytique
La gestion d'un portefeuille réalisée par un analyste prend en compte l'actualité des informations économiques sur l'entreprise concernée et le marché sur lequel elle se place. Quand l'actualité justifie de remettre à jour l'estimation des dividendes futurs, la valeur estimée de l'action (actualisation des dividendes futurs) peut varier bien avant que son prix (cotation du marché) ne bouge.
Si cette valeur économique augmente sans que le prix n'ait encore varié, sa rentabilité augmente d'autant : l'analyste qui détecte cette hausse de rentabilité peut acheter l'action au prix primitif du marché. Inversement, quand le reste du marché aura ajusté le cours de l'action à sa nouvelle valeur, la rentabilité baissera pour retrouver son niveau primitif, et l'analyste aura tendance à revendre l'action après sa hausse de cours. Dans ce cas, il aura réalisé un cycle d'achat/vente, non pas basé sur des considérations spéculatives, mais justifié par le décalage entre son estimation de la valeur de l'action et le cours effectif de celle-ci.
Dans un tel cycle, le gain dont bénéficie l'analyste n'est pas directement lié à la valeur à long terme de l'action, mais provient de sa connaissance de la situation économique. Il subit en contrepartie un risque supplémentaire: son analyse est immédiate et manque évidemment de recul, et peut se révéler fausse. L'analyste peut d'autant plus gagner qu'il est capable d'analyser les variations de situation économique rapidement et avec précision, ce qui correspond au proverbe anglais « the early bird gets the worm »: c'est l'oiseau qui se lève tôt qui mange le vermisseau.
De plus, quand on voit un analyste prendre régulièrement de bonnes positions, il se fait repérer comme « bon » et devient un faiseur de tendance pour le reste du marché spéculatif.

### Gestion technique
Ce type de gestion est à très court terme (activité quotidienne, horizon de gestion très inférieur à l'année) : les taux d'actualisation considérés sont très importants, et l'élément dominant dans la valeur attribuée à une action est non pas l'échéancier des dividendes futurs, mais l'évolution prévisible de sa valeur de revente.
La gestion spéculative prend comme élément de valorisation essentiel la valeur donnée par le marché, et sa tendance évolutive. Cette estimation varie en fonction des annonces économiques, qui peuvent être bonnes ou pas bonnes pour le cours, et peuvent entraîner un retournement de tendance.
L'information essentielle prise en compte par cette analyse est le cours du marché, et la psychologie des opérateurs. Les bénéfices escomptés correspondent à ceux dont on peut bénéficier quand d'une part on anticipe correctement une tendance du marché, et d'autre part on peut s'en dégager avant que les investisseurs spéculatifs ne soient attirés par le titre au-delà de sa valeur estimée.

## Évaluation d'une entreprise
L'analyse financière dispose de plusieurs méthodes pour évaluer une société et ses actions.
Les plus courantes reposent sur l'actualisation
- des revenus futurs attendus (dividendes, bénéfices, flux de trésorerie disponible, capacité d'autofinancement selon les méthodes)
- et d'une valeur finale à la revente,
- en utilisant un taux d'actualisation incluant une prime de risque

Dans certains cas, lorsque la société est en voie d'être reprise, ou au contraire va cesser ses activités, on évalue aussi les éléments actifs et de passif du bilan.
Si l'action est cotée en bourse, sa valeur est bien entendu le cours de bourse. On peut cependant évaluer un cours potentiel en utilisant 
- les fondamentaux économiques (revenus  futurs…) indiqués plus haut,
- un coefficient financier (par exemple PER) théorique,
- la prise en compte des éléments psychosociologiques tels que le profil boursier de l'action, les tendances de marché et percolations, etc., des domaines désormais très largement étudiés (neuroéconomie, socioéconomie…)

Pour les actions, l'évaluation financière consiste d'abord à déterminer la valeur d'une entreprise. Trois familles de méthodes sont utilisées :

### Approche patrimoniale
L'approche patrimoniale est basée sur la valeur comptable du bilan de l'entreprise (une entreprise qui a 100 millions d'euros de fonds propres est évaluée à 100 millions d'euros). C'est une approche très artificielle puisque la valeur comptable ne reflète pas la valeur économique.

### Approche par les multiples
L'approche par les multiples se base sur des critères de comparaisons.
Cette approche consiste à sélectionner un groupe d'entreprises comparables (même secteur, position de marché équivalente...), puis à déterminer des multiples boursiers pour celles de ces entreprises qui sont cotées en bourse. Les multiples les plus utilisés sont 
- le PER (price/earnings ratio, i.e. capitalisation boursière / résultat net),
- le P/B (price to book, i.e. capitalisation boursière / fonds propres)[2],
- Valeur d'entreprise (capitalisation boursière + valeur de marché de la dette) / chiffre d'affaires,
- Valeur d'entreprise / EBITDA ou EBIT[3].

On applique à l'entreprise que l'on cherche à évaluer, ces multiples calculés pour des entreprises comparables.
Par exemple, si l'entreprise non cotée A a un chiffre d'affaires de 100 millions d'euros et est très comparable à une entreprise cotée qui a un ratio VE/CA de 2, alors la méthode des multiples boursiers tend à dire que A vaut 200 millions d'euros.
Une action non cotée n'a pas la même liquidité pour le porteur qu'une action cotée et par ailleurs ne peut pas faire l'objet d'OPA ou OPE. Cela fait qu'on appliquera une certaine décote à cette estimation, appelée prime de liquidité.
Les multiples de transaction :
approche similaire aux multiples boursiers, à ceci près que les multiples sont déterminés à partir de transactions observées sur le marché.
Par exemple, si l'entreprise A a un chiffre d'affaires de 100 millions d'euros et est très comparable à une entreprise au CA de 150 millions d'euros, et qui a été vendue peu de temps auparavant à 300 millions d'euros, alors la méthode des multiples de transaction tend à dire que A vaut 200 millions d'euros (100 x(300/150)).

### Actualisation des flux monétaires
L'actualisation des flux monétaires (discounted cash flows en anglais, ou DCF) consiste à déterminer les flux monétaires futurs et à les actualiser au taux du coût du capital. 
- Concernant la rentabilité intrinsèque de l'entreprise, il s'agit des flux de trésorerie disponible dégagés par son exploitation (FTD, free cash flows ou FCF en anglais).
- Concernant la rentabilité extrinsèque, autrement dit celle pour l'actionnaire, il s'agit des dividendes attendus et éventuellement de la valeur de revente espérée en fin de détention.

Détermination des flux monétaires futurs
Pour cela on construit un modèle financier qui donne des prévisions sur un futur plus ou moins lointain. Puis, si on utilise la méthode intrinsèque, on calcule pour chaque année future les flux de trésorerie disponible associés (FTD, free cash flows ou FCF en anglais) :
```
Résultat opérationnel x (1 - Taux d'imposition)
+ Dotation nette aux amortissements
− Variations du besoin en fonds de roulement
+ Variations des provisions
+ Variations des engagements de retraite
− Décaissements liés aux acquisitions d'immobilisations, nets de cessions
- Loyers décaissés (hors intérêts)
= Flux de trésorerie disponible de l'entreprise consolidée (FTD)
```

- Détermination du coût du capital
La méthode la plus utilisée est celle du Coût Moyen Pondéré du Capital (CMPC, Weighted Average Cost of Capital ou WACC en anglais)
{\displaystyle CMPC=K_{d}*(1-{\text{Taux d'imposition}})*{\frac {D}{D+C}}+K_{c}*{\frac {C}{D+C}}}
```
avec Kd = Coût de la dette, le taux d'intérêt annuel du marché sur la dette (cf. ci-dessous pour son calcul)
     Kc = Coût des Fonds Propres (cf. ci-dessous pour son calcul)
     D  = Valeur de marché de la dette (généralement la valeur comptable)
     C = Valeur de marché des Fonds Propres (Capitalisation boursière)
```

{\displaystyle K_{c}={\text{Taux sans risque}}+\beta *{\text{Prime de risque du marché}}}
Il est d'usage de prendre comme taux sans risque soit le taux des obligations d'État à 10 ans, soit le taux directeur de la banque centrale, soit le taux d'inflation. Le bêta représente la sensibilité au risque de marché et doit être ajusté de l'effet de la dette et d'une éventuelle prime de risque non-liée au marché, liée par exemple au risque pays, au risque de liquidité, au risque de gouvernance, au niveau de transparence financière, au risque opérationnel spécifique à l'entreprise, etc. Sur les marchés connus, la prime de risque du marché  varie autour de 8 % à 10 %, et monte à 25 % sur les marchés avec grande incertitude, et peut monter à 65% sur les marchés "nouveaux" (nouveaux produits ou concepts).
{\displaystyle K_{d}={\text{Taux sans risque}}+{\text{Spread de crédit}}}
```
avec le 
spread de crédit
 dépendant du 
risque de crédit
 de l'entreprise.
```

- Détermination de la valeur terminale
On utilise souvent la formule de Gordon Shapiro sur le flux de trésorerie disponible récurrent de l'entreprise (celui observé après de nombreuses années)
{\displaystyle {\text{Valeur Terminale}}={\frac {FTD_{\text{récurrent}}}{CMPC-TCLT}}}
```
avec TCLT = Taux de croissance à long terme (généralement le taux de croissance nominal du PIB à long terme)
```

Il est d'usage de prendre le flux de trésorerie disponible de l'année N+1 actualisé à l'année N, ce qui donne :
{\displaystyle {\text{Valeur Terminale}}={\frac {FTD_{N}*(1+TCLT)}{(CMPC-TCLT)*(1+CMPC)^{N}}}}
- Détermination de la valeur de l'entreprise
À partir des éléments précédents, on obtient :
{\displaystyle {\text{Valeur de l'entreprise}}=\sum _{i=1}^{N}{\frac {FTD_{i}}{(1+CMPC)^{i}}}+{\frac {FTD_{N}*(1+TCLT}{(CMPC-TCLT)*(1+CMPC)^{N}}}}